# Tamás Gyula (labdarúgó)
Tamás Gyula (Diósgyőr, 1941. november 12. – 2025. január 2.) válogatott magyar labdarúgó, kapus, edző.

## Pályafutása

### A válogatottban
1967 és 1970 között 11 alkalommal szerepelt a válogatottban. Ötszörös B-válogatott (1967–74), négyszeres Budapest válogatott (1967), háromszoros egyéb válogatott (1967).

### Sportvezetőként
1983 és 1985 között a Vasas labdarúgó-szakosztályának vezetője volt.

## Sikerei, díjai
- Magyar bajnokság
  - bajnok: 1976–77
  - 3.: 1972–73, 1979–80
- Magyar kupa (MNK)
  - győztes: 1973
  - döntős: 1980

## Statisztika

### Mérkőzései a válogatottban
| Magyarország | Magyarország         | Magyarország           | Magyarország | Magyarország | Magyarország  | Magyarország | Magyarország | Magyarország |
| #            | Dátum                | Helyszín               | Hazai        | Eredmény     | Vendég        | Kiírás       | Gólok        | Esemény      |
| ------------ | -------------------- | ---------------------- | ------------ | ------------ | ------------- | ------------ | ------------ | ------------ |
| 1.           | 1967. április 23.    | Budapest, Népstadion   | Magyarország | 1 – 0        | Jugoszlávia   | barátságos   | -            |              |
| 2.           | 1967. május 10.      | Budapest, Népstadion   | Magyarország | 2 – 1        | Hollandia     | Eb-selejtező | -            |              |
| 3.           | 1967. május 24.      | Koppenhága, Idrætspark | Dánia        | 0 – 2        | Magyarország  | Eb-selejtező | -            |              |
| 4.           | 1967. szeptember 6.  | Bécs, Práter-stadion   | Ausztria     | 1 – 3        | Magyarország  | barátságos   | -            |              |
| 5.           | 1967. szeptember 27. | Budapest, Népstadion   | Magyarország | 3 – 1        | NDK           | Eb-selejtező | -            |              |
| 6.           | 1967. október 29.    | Lipcse, Zentralstadion | NDK          | 1 – 0        | Magyarország  | Eb-selejtező | -            |              |
| 7.           | 1968. május 11.      | Moszkva, Lenin-stadion | Szovjetunió  | 3 – 0        | Magyarország  | Eb-selejtező | -            |              |
| 8.           | 1969. november 5.    | Budapest, Népstadion   | Magyarország | 4 – 0        | Írország      | vb-selejtező | -            |              |
| 9.           | 1970. április 12.    | Belgrád, JNA stadion   | Jugoszlávia  | 2 – 2        | Magyarország  | barátságos   | -            |              |
| 10.          | 1970. május 2.       | Budapest, Népstadion   | Magyarország | 2 – 0        | Lengyelország | barátságos   | -            |              |
| 11.          | 1970. május 16.      | Budapest, Népstadion   | Magyarország | 1 – 2        | Svédország    | barátságos   | -            |              |
|              | Összesen             |                        |              | 11           | mérkőzés      |              | 0            | gól          |